# Literatura barroca
O Barroco sucedeu ao Renascimento, abrangendo do final do século XVI ao final do século XVIII, estendendo-se a todas as manifestações culturais e artísticas europeias e latino-americanas. O momento final do Barroco, o Rococó é considerado um barroco exagerado e exuberante, e para alguns, a decadência do movimento.
Em sua estética, o barroco revela a busca da novidade e da surpresa; o gosto pela dificuldade, pregando a ideia de que se nada é estável tudo deve ser decifrado; a tendência ao artifício e ao engenho; a noção de que no inacabado reside o ideal supremo de uma obra artística.
A literatura barroca se caracteriza pelo uso da linguagem dramática expressa no exagero de figuras de linguagem, de hipérboles, metafóricos, anacolutos e antíteses.

## Etimologia
Esta palavra é derivada do português 'barroco', que designa a pérola irregular, imperfeita e grosseira - tal como os clássicos qualificavam o estilo, que consideravam irregular, defeituoso ou de mau gosto. Segundo outros, o termo deriva de "baroco", palavra criada como recurso mnemônico para um dos silogismos aristotélicos. Outra possibilidade é a de que a palavra tenha origem no latim bis-roca, que significa 'pedra torta ou defeituosa'.
De todo modo, assim como a maior parte das designações de períodos ou estilos, o uso da palavra 'barroco' para qualificar a arte e a literatura do século XVII e do início do XVIII foi introduzido pelos críticos - e não pelos artistas do período, que não se consideravam "barrocos" mas "clássicos". Tinha um sentido pejorativo, fazendo referência aos excessos expressivos, à redundância e à abundância de detalhes que caracterizavam o estilo, atributos que contrastavam com a clara e sóbria racionalidade do Renascimento. O termo foi aplicado pela primeira vez, nesse sentido, à música - e não à arquitetura - numa sátira anônima à estreia de Hippolyte et Aricie de Jean-Philippe Rameau, em outubro de 1733, publicada no jornal literário Mercure de France, em maio de 1734. Segundo o crítico em questão, a ópera de Rameau era "barocque", faltando-lhe coerência melódica, ao mesmo tempo que lhe sobravam dissonâncias.

## A origem do barroco
Em Portugal, o Barroco, também chamado Seiscentismo (por ter sido estilo que teve início no final do século XVI), tem como marco inicial a Unificação da Península Ibérica sob o domínio espanhol em 1580, estendendo-se até por volta da primeira metade do século XVIII, quando ocorre a fundação da Arcádia Lusitana, em 1756 e tem início o Arcadismo.
O Barroco corresponde a um período de grande turbulência político-econômica, social, e principalmente religiosa. A incerteza e a crise tomam conta da vida portuguesa. Fatos importantes como: o término do Ciclo das Grandes Navegações, a Reforma Protestante, liderada Lutero (na Alemanha) e Calvino (na França) e o Movimento Católico de Contra-Reforma, marcam o contexto histórico do período e colaboram com a criação do "Mito do Sebastianismo", crença segundo a qual D. Sebastião, rei de Portugal (aquele a quem Camões dedicou Os Lusíadas), não havia morrido, em 1578, na Batalha de Alcácer Quibir, mas que estava apenas  "encoberto"  e que voltaria para transformar Portugal no Quinto Império.
O marco inicial do Barroco brasileiro é o poema épico, Prosopopeia de Bento Teixeira (1601). Há dúvidas quanto à origem do poeta, estudos literários recentes afirmam que ele nasceu em Portugal, porém viveu grande parte de sua vida no Brasil, em Pernambuco.

## Características
As principais características barrocas são:
- Dualismo: O Barroco é a arte do conflito, do contraste. Reflete o homem conciliando o espírito religioso e místico e o espírito racionalista). É a expressão do contraste entre as grandes forças reguladoras da existência humana: fé e razão; corpo e alma; vida e morte, etc. Esse contraste será visível em toda a produção barroca, é frequente o jogo, o contraste de imagens, de palavras e de conceitos. O artista barroco não deseja apenas expor os contrários, ele os concilia e os integra, conforme faziam os escolásticos medievais e os escolásticos modernos ao já integrarem fé e razão. Daí ser frequente o uso de figuras de linguagem que buscam essa unidade, essa fusão.
- Fugacidade: De acordo com a concepção barroca, no mundo tudo é passageiro e instável, as pessoas, as coisas mudam, o mundo muda. O autor barroco tem a consciência do caráter efêmero da existência.
- Literatura didática, para aperfeiçoamento moral da sociedade e correção das injustiças, incluindo poemas, sermões, e romances. Busca além da edificação, o ludismo e o prazer da leitura, se baseando nas práticas clássicas e também populares, para a salvação da alma e o deleite intelectual.[5]
- Pessimismo: Essa consciência da transitoriedade da vida conduz frequentemente à ideia de morte, tida como a expressão máxima da fugacidade da vida. A incerteza da vida e o medo da morte fazem da arte barroca uma arte pessimista, marcada por um desencantamento com o próprio homem e com o mundo.
- Trágico: No Barroco encontramos uma atração por cenas trágicas, por aspectos cruéis, dolorosos e grotescos. As imagens frequentemente são deformadas pelo exagero de detalhes. Há nesse momento uma ruptura com a harmonia, com o equilíbrio e a sobriedade clássica.
- Cultismo: jogo de palavras, o uso culto da língua, predominando inversões sintáticas.
- Conceptismo: jogo de raciocínio e de retórica que visa melhor explicar o conflito dos opostos.
- Linguagem rebuscada e trabalhada ao extremo, usando muitos recursos estilísticos, figuras de linguagem e sintaxe, hipérboles, metáforas, antíteses e paradoxos.
- Antropocentrismo e Teocentrismo.

## Barroco Ibérico
O barroco ibérico diz que há dois modos de se conhecer a realidade:
- Cultismo - descrição simples de objetos usando uma linguagem rebuscada, culta e extravagante, jogo de palavras (paradoxo), com uma influência visível do poeta espanhol Luís de Gôngora (aí o estilo ser chamado também de Gongorismo). Caracterizado também pelo grande uso no emprego de figuras de linguagem como metáforas, antíteses, hipérboles, anáforas, etc.
- Conceptismo - marcado pelo jogo de ideias, de conceitos, seguindo um raciocínio lógico, racionalista e que utiliza uma retórica aprimorada. Os conceptistas pesquisavam a essência íntima dos objetos, buscando saber o que são, assim, a inteligência, lógica e raciocínio ocupam o lugar dos sentidos. Assim, é muito comum a presença de elementos da lógica formal como o silogismo e o sofisma

## Barroco no Brasil
O poema épico Prosopopeia, de Bento Teixeira, publicado em 1601, apesar de considerado um documento de pouco valor literário, é indicado como o início do Barroco na Literatura Brasileira.[carece de fontes?]

### Autores representativos
Brasileiros
- Gregório de Matos, representando a vértice cultista do barroco;

- Bento Teixeira Pinto
- Manuel Botelho de Oliveira
- Padre António Vieira
- Frei Manuel de Santa Maria Itaparica

Portugueses
- Padre António Vieira, representando a vértice conceptista do Barroco.